# الشعبات (حبيش)

تعديل مصدري - تعديل

الشعبات محلة تابعة لقرية المعشار، التابعة لعزلة بني شبيب بمديرية حبيش إحدى مديريات محافظة إب في الجمهورية اليمنية، بلغ تعداد سكانها 46 حسب تعداد اليمن لعام 2004.